# みむらえいこ
みむら えいこ（1971年11月29日 - ）は、石川県出身の女優。身長153cm。体重57kg。リガメント所属。旧芸名は三村 英子。

## 出演作品

### 映画
- 幸福の鐘（2003年）
- グミ・チョコレート・パイン（2007年）

### テレビドラマ
- 演歌の女王（2007年）
- モップガール（2007年）
- 街占師 〜北白川晶子の事件占い〜（2008年）
- JIN-仁-（2009年）
- テンペスト（2011年） - 遊女 役
- 警視庁南平班〜七人の刑事〜4（2011年）
- 刑事の証明3（2012年）
- ゴーストママ捜査線〜僕とママの不思議な100日〜 第7話「笑って泣ける家族の物語ついに最終章へ」（2012年）
- 天国の恋 第7話「悪夢の連鎖…死神に愛された娘」（2013年）
- ウルトラマンギンガ 最終話「きみの未来」（2013年） - 降星小学校卒業生 役
- おれ、ぼく、あたし。zap Entertainment!
- ハンター

### 再現ドラマ
- 行列のできる法律相談所
- こたえてちょーだい!
- ハピふる!
- 目撃!ドキュン

### 舞台
- 堕落美人 ほか

### CM
- 小林製薬

### ラジオ
- トヨタプレゼンツ 秋元康のドラマティックドライブ〜いつも誰かと〜